# Saharanpur
Saharanpur (en hindi : सहारनपुर) est une ville de l'État de l'Uttar Pradesh, en Inde.